# Acetoacetil-CoA sintetasa (AACoAS)
La Acetoacetil-CoA Sintetasa (AACoAS), es una proteína con actividad enzimática (ligasa). Cataliza la conversión de acetoacetato (cuerpos cetónicos) en acetoacetil-CoA para la síntesis de colesterol (OMIM *614364)
Enzima codificada por el gen AACS, localizado en el cromosoma 12 (12q24.31) y que contiene 18 exones.

## Importancia clínica
En un estudio realizado en la población sarda (Cerdeña) se ha hallado una fuerte asociación de una variante localizada en regiones próximas al gen que codifica para la AACoAS, con los niveles de la proteína C reactiva de alta sensibilidad (hs-CRP), que se veían incrementados en los individuos con dicho polimorfismo.
La proteína C reactiva es un marcador de inflamación, se puede encontrar formando parte de la placas de ateroma ya que es capaz de unirse a las LDL.